# Gare de La Gorp
Gare de La Gorp – stacja kolejowa w miejscowości Ambarès-et-Lagrave, w departamencie Żyronda, w regionie Nowa Akwitania, we Francji. Jest zarządzana przez SNCF i obsługiwana przez pociągi TER Nouvelle-Aquitaine. 

## Położenie
Znajduje się na linii Paryż – Bordeaux, na km 574,622 między stacjami Saint-Loubès i Bassens, na wysokości 10 m n.p.m.

## Linie kolejowe
- Linia Paryż – Bordeaux